# Тумба (Карелия)
Тумба — посёлок в составе Суккозерского сельского поселения Музерского района Республики Карелия.

## Общие сведения
Посёлок расположен на берегу реки Сун.
В посёлке сохраняется памятник истории — братская могила 7-ми советских пограничников, погибших в бою 16 июля 1941 года, при прорыве из окружения в ходе Советско-финской войны (1941—1944).

## Население
| 2002 | 2009 | 2010 | 2013 |
| ---- | ---- | ---- | ---- |
| 352  | ↘261 | ↘142 | ↘123 |

## Улицы
- ул. Болотная
- пер. Заречный
- ул. Комсомольская
- ул. Ленина
- пер. Лесной
- ул. Мира
- ул. Первомайская

## Галерея

Тумба
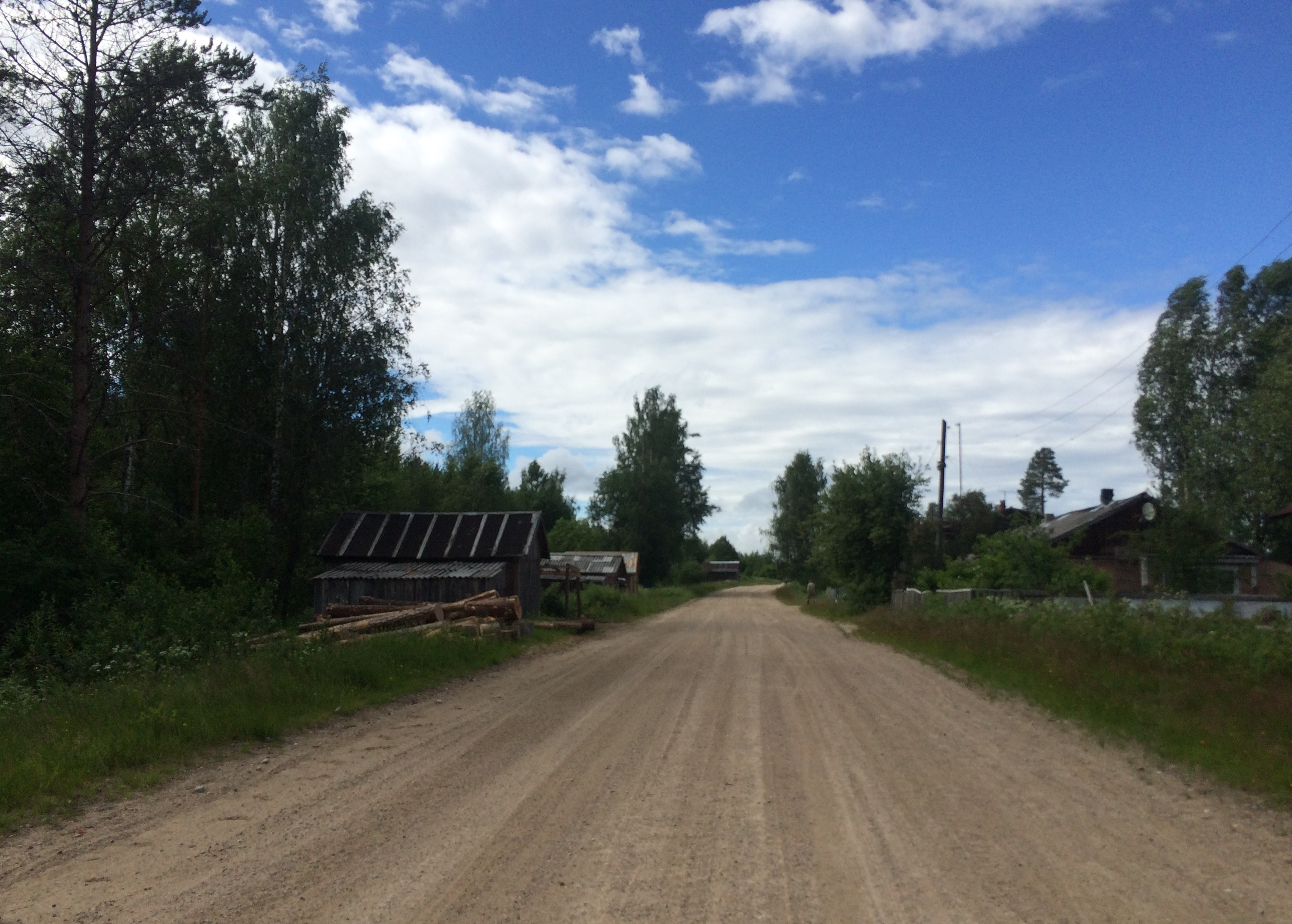
Дорога 86К-169 через посёлок
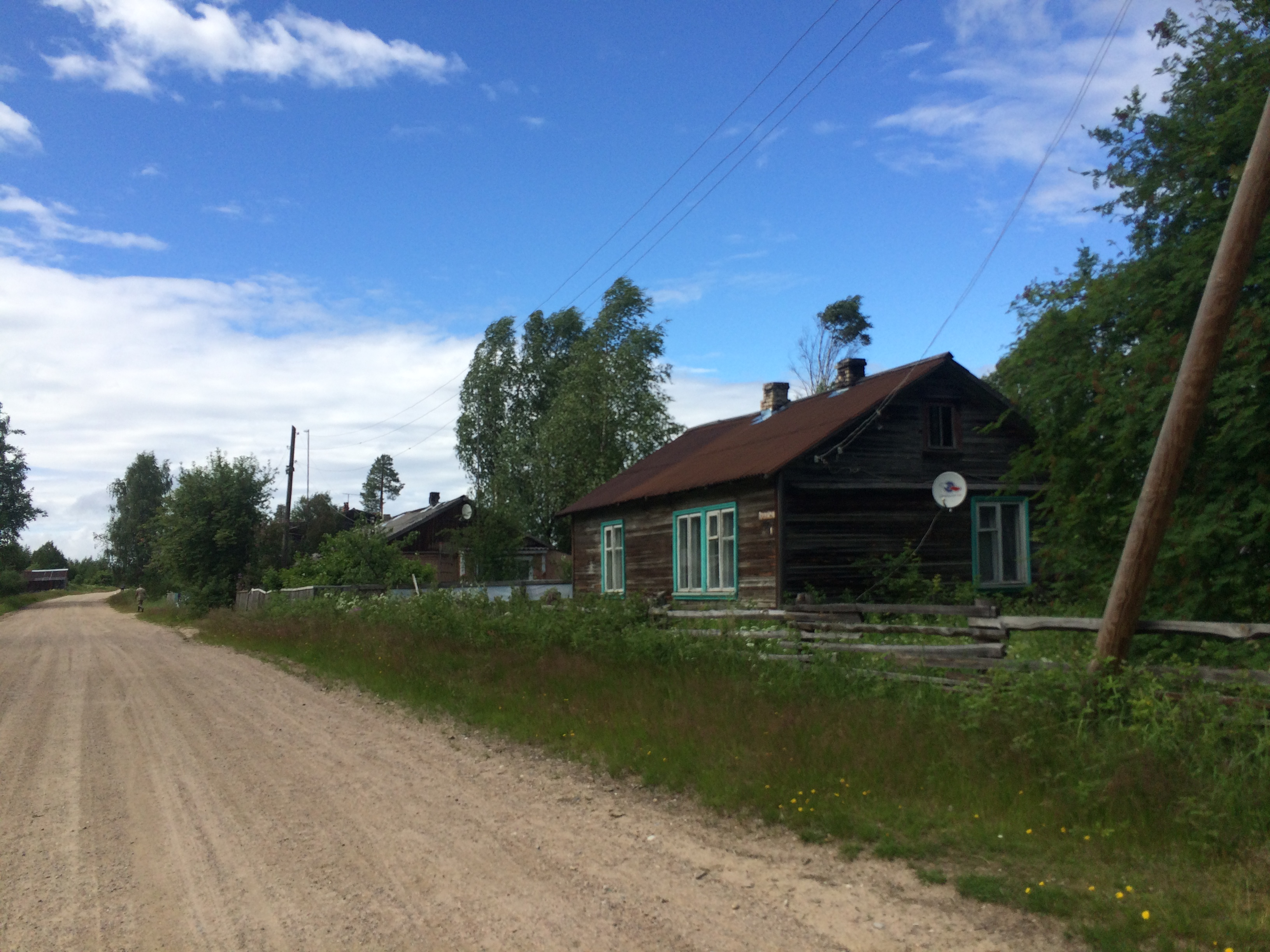
Жилые дома вдоль дороги 86К-169
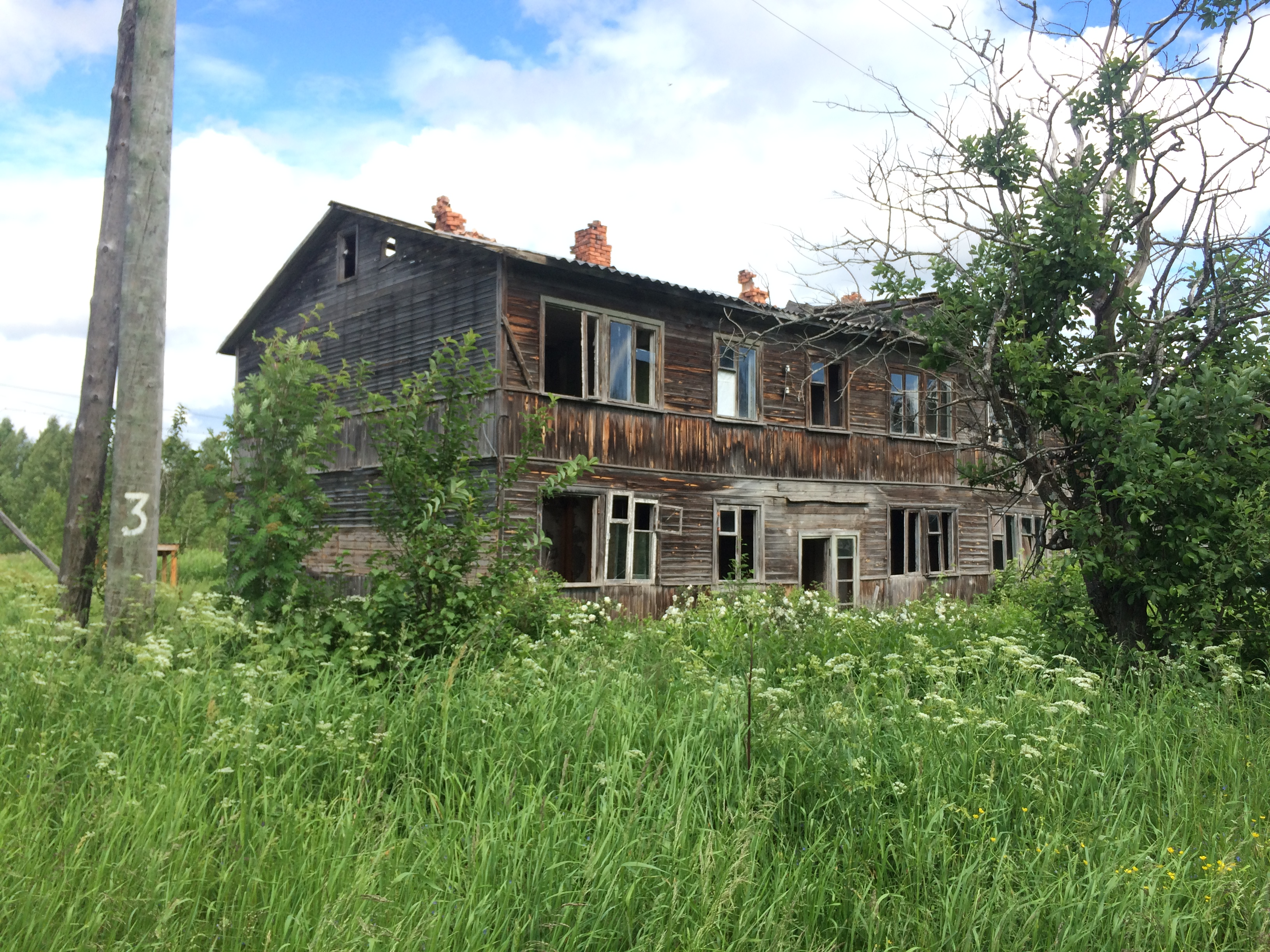
Нежилое здание